# Blue Devils de Hambourg
Pour les articles homonymes, voir Blue Devil (homonymie).
Stade
Maillots
Les Blue Devils de Hambourg (Hamburg Blue Devils) est un club allemand de football américain basé à Hambourg. Ce club qui évolue au stade Millerntor (en cours de rénovation, 16 400 places, 27 000 d'ici 2014) pour la saison 2007 fut fondé en 1992.
Les pom-pom girls des Blue Devils se nomment les Hamburg Blue Angels.

## Palmarès
- Champion d'Allemagne : 1996, 2001, 2002, 2003
- Vice-champion d'Allemagne : 1995, 1997, 1998, 2005
- Champion d'Europe (Eurobowl) : 1996, 1997, 1998
- Vice-champion d'Europe (Eurobowl) : 1999, 2000